# Max Frenkel
Max Frenkel (geboren 14. April 1938 in Zürich; gestorben 14. September 2022 in Zuchwil) war ein Schweizer Journalist.

## Leben
Max Frenkel wurde als Sohn des Kaufmanns Hermann Frenkel und seiner Frau Mina Esrin geboren. Nach der Handelsschule studierte er Rechtswissenschaften an der Universität Zürich und promovierte 1967 bei Werner Kägi.
Von 1967 bis 1987 war er Geschäftsführer der ch Stiftung für eidgenössische Zusammenarbeit in Solothurn. Gleichzeitig war er von 1970 bis 1973 Generalsekretär der Prospektivkonferenz der Neuen Helvetischen Gesellschaft. Von 1987 bis 2003 arbeitete er als politischer Inlandredaktor der Neuen Zürcher Zeitung (zunächst zuständig für die Westschweiz) und anschliessend bis 2006 als Kolumnist der NZZ am Sonntag. Ebenfalls schrieb er als Kolumnist der Weltwoche und der Basler Zeitung.
Während seiner Zeit bei der NZZ befasste er sich besonders intensiv mit dem damals virulenten Konflikt um nachrichtenlose jüdische Vermögen auf Schweizer Banken und den Folgewirkungen des Zweiten Weltkriegs (neben anderen NZZ-Journalisten vor allem in der Rubrik «Schatten des Zweiten Weltkriegs»). Rückblickend hielt er 2013 fest, als Jude sei er frei gewesen, auch Dinge zu sagen, die bei Nicht-Juden als antisemitisch kritisiert worden wären.
Sein Stil ging zuweilen über die für Kolumnisten typische Personen- und Gesellschaftskritik hinaus, bis hin zu Häme gegenüber Einzelpersonen wie zum Beispiel Micheline Calmy-Rey, Adolf Muschg oder Max Frisch, typischerweise gegenüber Personen des linken politischen Spektrums.
Frenkel gehörte von 1977 bis 1988 als Vertreter der FDP dem Gemeinderat von Zuchwil an. In der Schweizer Armee war er Oberstleutnant. Frenkel war unverheiratet und lebte in Zuchwil. In seinen letzten Lebensjahren litt er an Parkinson. Er wurde auf dem Friedhof seiner Wohngemeinde beerdigt. 

## Auszeichnungen
- 1984 Prix de l’État de Berne (vergeben vom Kanton Waadt aus einer Spende des Kantons Bern)
- 2001 Walter und Verena Spühl-Preis
- 2005 Doron-Preis[5]

## Weitere Engagements
Frenkel war Gründer von verschiedenen Organisationen und übernahm verantwortliche Tätigkeiten in folgenden Unternehmen:
- Schweizerische Informatikkonferenz (SIK)
- Forschungsinstitut für Föderalismus und Regionalstrukturen in Riehen
- Institut für Föderalismus in Freiburg i. Ue.
- Film Institut Bern
- Cinémathèque Suisse
- Sportzentrum Zuchwil AG
- Visiting Fellow am Centre for Research on Federal Financial Relations (ANU Canberra 1978)
- Präsident der Milton Ray Hartmann-Stiftung in Bern
- Präsident der Oertli-Stiftung (2007–2012)
- Verwaltungsrat des Schweizer Bildungsservers educa.ch

## Publikationen (Auswahl)
- Walter Renschler, Elisabeth Kopp, Max Frenkel: La suisse = Switzerland. Schweizerisches Aktionskomitee Wahret die Freiheit, Zürich 1962.
- Institutionen der Verwaltungskontrolle. Schulthess, Zürich 1969 (= Zürcher Beiträge zur Rechtswissenschaft. Neue Folge, Bd. 308; Dissertation).
- Föderalismus als Partnerschaft: Interdependenz und Autonomie im Bundesstaat. Lang, Bern 1977 (= Schriften des Forschungsinstituts für Föderalismus und Regionalstrukturen Riehen/Basel. Nr. 2), ISBN 3-261-02910-2.
- Föderalismus und Bundesstaat: System, Recht und Probleme des Bundesstaats im Spannungsfeld von Demokratie und Föderalismus. 2 Bände. Lang, Bern 1984/86, ISBN 3-261-03383-5, ISBN 3-261-03546-3 (= Schriften des Forschungsinstituts für Föderalismus und Regionalstrukturen Riehen/Basel. Nr. 14/15).
- Äxgüsi – Das ABC des politisch unkorrekten Schweizers. Vontobel-Stiftung, Zürich 2004.